# Vania Alleva

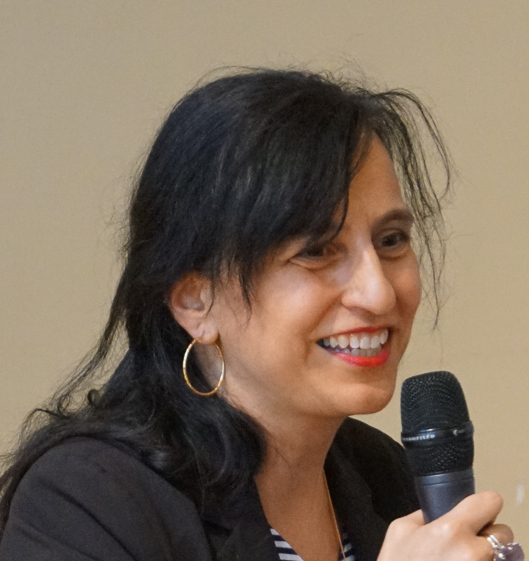
Vania Alleva

Vania Alleva, född 1969, är vicepresident vid Schweiz fackföreningsorganisation och ordförande för Unia, landets största fackförbund.